# Književnost u 1946.
◄◄ | ◄ | 1943. | 1944. | 1945. | 1946.  | 1947. | 1948. | 1949. | ► | ►►
Arhitektura • Astronautika • Astronomija • Biologija • Film • Fotografija • Glazba • Kazalište • Kemija • Kiparstvo • Knjige • Književnost • Kršćanstvo • Meteorologija • Medicina • Planinarstvo • Politika • Pravo • Promet • Slikarstvo • Strip • Šport • Televizija • Znanost • Zrakoplovstvo • Željeznički promet
Književnost u 1946.

## Svijet

### Književna djela
- Egzistencijalizam je humanizam Jean-Paula Sartrea

### Nagrade i priznanja
- Nobelova nagrada za književnost:

### Smrti
- 13. kolovoza – Herbert George Wells, britanski pisac († 1866.)

## Hrvatska i u Hrvata

### Rođenja
- 16. kolovoza – Pavao Pavličić,  hrvatski akademik, književnik, književni znanstvenik, prevoditelj i scenarist

## Vanjske poveznice
|  | Zajednički poslužitelj ima još gradiva o temi Književnost u 1946. |